# Bini (gruppo musicale)
Bini è un girl group filippino formatosi nel 2020. È costituito dalle cantanti Aiah, Colet, Maloi, Gwen, Stacey, Mikha, Jhoanna e Sheena.

## Storia del gruppo
Le Bini hanno ricevuto la loro prima nomination agli Awit Awards nel 2021. Nell'ottobre 2021 è avvenuta la pubblicazione del loro album in studio d'esordio, intitolato Born to Win.
L'anno successivo sono state candidata per diversi riconoscimenti agli Awit Awards. Feel Good, secondo LP del gruppo, è stato reso disponibile per il consumo a partire dal settembre 2022 ed è stato certificato oro dalla Philippine Association of the Record Industry per le 7 500 unità equivalenti.
Nel marzo 2024 è uscito l'EP d'esordio Talaarawan, certificato platino dalla PARI per le 15 000 unità vendute. Il progetto include le hit Pantropiko e Salamin, salamin, entrambe arrivate in vetta alla Philippines Songs.
Sono state premiate col Rising Star Award ai Billboard Philippines Women in Music. Nel giugno 2024 hanno avviato la tournée Biniverse, con date sia nelle Filippine che in Canada. Hanno poi conseguito sette nomination e cinque premi votati dai fan agli annuali Awit Awards.

## Formazione
- Aiah
- Colet
- Maloi
- Gwen
- Stacey
- Mikha
- Jhoanna
- Sheena

## Discografia

### Album in studio
- 2021 – Born to Win
- 2022 – Feel Good

### EP
- 2024 – Talaarawan
- 2025 – Biniverse

### Singoli
- 2020 – Da Coconut Nut
- 2021 – Born to Win
- 2021 – Kapit lang
- 2022 – Kabataang pinoy (con i SB19)
- 2022 – Up! (con i BGYO)
- 2022 – Pit a Pat
- 2022 – Lagi
- 2022 – Made for All
- 2022 – I Feel Good
- 2023 – Super Crush
- 2023 – Karera
- 2023 – Pantropiko
- 2024 – Gandang vitakeratin
- 2024 – Cherry on Top
- 2025 – Blink Twice

## Tournée
- 2024 – Biniverse
- 2025 – Biniverse World Tour